# Faliko
Faliko est un village du Wassoulou profond au Mali dans la commune de Wassoulou-Ballé (cercle de Yanfolila, région de Sikasso) à la frontière de la Guinée. Il compte 1 200 habitants[réf. nécessaire].
Faliko est situé en zone aurifère. Agriculture, pêche, chasse et culture du coton sont les ressources de ce village. Le chef de village est un Sidibé.Le village possède un petit marché.
Faliko possède une piste d'atterrissage en latérite très peu utilisée de 1 000 mètres de long (non contrôlée - pas de balisage diurne et nocturne).